# 朱仕坯
襄垣安惠王朱仕坯（1449年—1539年），明朝襄垣王府宗室，襄垣恭简王朱逊燂第五子，襄垣王朱仕㙺弟，代简王朱桂孙，明太祖曾孙。后管襄垣王府事，并得以袭封。

## 生平

### 早年
初封镇国将军。成化七年（1471年）十月，朝廷得知朱仕坯等七人与仪宾侯世英等六人使家僮等人数次欺取市人财物并打伤人肢体等多次不法行为，不忍加罪，特敕朱仕㙺戒约诸将军循守礼法，不要再游荡为恶，将侯世英等下巡按御史推问。

### 管王府事
成化十一年（1475年）九月，朱仕㙺及其弟朱仕𡍻、四弟朱仕埭等被废为庶人，襄垣国除；朱仕㙺的三弟朱仕堲先前被送大同居住，宪宗不许他回蒲州襄垣王府。于是在其余的襄垣王府宗室中，朱仕坯作为朱仕㙺最年长的弟弟，以镇国将军管襄垣王府事。
原本襄垣王府因为搬离代国，可以不需要经过代王府直接奏事，但朱仕㙺被废后，襄垣王府的事只能由代王转奏。因朱仕坯奏请，经礼部批准，成化二十二年（1486年）三月，襄垣王府恢复了独立奏事权。
朱仕㙺子朱成鎕、朱成铎的妻子去世后，有司停止了发放相应的养赡米。弘治十年（1497年）十一月，朱仕坯奏称朱成鎕等已娶继妻，请求重新赐米养赡，获准。
正德二年（1507年）十一月，因朱仕坯请求，朝廷赐朱仕㙺子朱成鉷长子朱聪灉及长女养赡米麦每月三石。
正德三年（1508年）五月，朱仕坯奏称因襄垣国被除国，襄垣王府宗室的迎接诏敕、庆贺万寿正旦等礼只能去同城的山阴王府进行，不仅不便，还会导致两家宗室不睦，请求按庆成王、永和王的例子，让襄垣王府宗室仍然在本府行礼。礼部商议襄垣王府迎接诏敕仍然要去山阴王府，其余批准，武宗同意。十一月，武宗应朱仕坯所求，赐其《祖训条章》《皇明典礼》《洪武礼制》各一部。
正德七年（1512年）闰五月，朱仕坯为朱仕㙺子朱成铎、朱成铚及朱仕埭之子朱成鍜请封。礼部议朱成铎等是父亲革爵前时所生，应该受封，但朱成鍜曾冒封，按例禄米只给一半。明武宗同意。
正德十六年（1521年）十一月，朱仕坯奏称本府庶人朱聰灉、朱聰潀違制出城，欲抵京求復爵，明世宗勑令朱仕坯戒諭之。
嘉靖十六年（1537年）八月，朱仕坯以鲁府乐陵王朱健概、岷府南渭王朱彦滨为例，请求袭封襄垣王。礼部认为并无郡王犯罪革爵后由弟弟袭封的事例，诏令百官共商，认为朱仕坯既然已奉敕管理府事，足以奉祀襄垣恭简王，朱健概、朱彦滨是一时特恩续封，难以引用为例，明世宗于是诏令朱仕坯仍以原本官爵管王府事。

### 进爵为王
当时宗室多违例申请冒封，即作为旁支袭封郡王；朱仕坯已经年老，但嫡长子朱成鍨起了心思，百般活动想让父亲袭封，乃至贿赂礼部尚书严嵩。嘉靖十七年（1538年）十二月，朱仕坯再引朱健概、朱彦滨为例请求袭封，礼部却认为有例可循，同意了。嘉靖十八年（1539年）二月，朱仕坯得以续封为襄垣王。朱仕坯未受册封即去世。谥安惠。朱成鍨袭封。十九年（1540年）七月，因朱成鍨请求，朱成鍨的嫡母夫人即朱仕坯遗孀张氏受封为王妃。二十年（1541年）十二月，朱成鍨受册封袭为襄垣王。

## 身后
嘉靖三十年（1551年）七月，代王朱廷埼上奏揭发朱仕坯冒封，未果。四十五年（1566年）朱成鍨去世后，襄垣王府镇国中尉朱俊橇、山阴王朱俊栅再揭发朱仕坯冒封，十二月，朝廷调查，隆庆三年（1569年）二月，不许朱成鍨的曾孙朱充煌袭封，且仍按朱成鍨袭封前为辅国将军的标准，改封朱充煌为辅国中尉管理府事。襄垣国再次除国且再未恢复。因冒封查实，万历元年（1573年）九月，朱仕坯、朱成鍨子女的爵号由郡王子女分别降级为镇国将军子女、辅国将军子女。

## 分歧记载
《明史·表第二》载朱仕坯为“襄垣恭简王朱逊燂庶二子。成化十七年袭封。十八年薨”，与《明实录》记载不符；明朝史学家王世贞《弇山堂别集·盛事述五》“亲王高寿”载朱仕坯享年九十一岁，如其卒于成化十八年，则生于1392年，其祖父代简王朱桂时年才十九岁，其父朱逊燂还要18年后才出生，故《明史》记载显然有误。

## 评价
- 《弇山堂别集》卷074：好和不争，柔質慈民。

## 家庭

### 妻
- 王妃张氏

### 子孙
- 庶長子：辅国将军朱成锗，成化十六年（1480年）九月赐名[20]
  - 嫡次子：朱聪𣻢，弘治十七年（1504年）七月赐名[21]
- 嫡次子：辅国将军→襄垣王朱成鍨
- 子：辅国将军→镇国将军朱成䥍，弘治三年（1490年）九月按制度赐诰命冠服[22]，嘉靖二十五年（1546年）五月因朱成鍨所奏进封[11]
- 庶五子：辅国将军朱成䤳，弘治三年（1490年）七月赐名[23]，九年（1496年）四月按制度赐诰命冠服[24]
- 第六子：朱成錧，成化二十三年（1487年）十月赐名
- 第七子：朱成鑞，成化二十三年（1487年）十月赐名[25]
- 第十子：辅国将军朱成錥，弘治四年（1491年）十二月赐名[26]，十二年（1497年）四月按制度赐诰命冠服[27]，嘉靖三年（1524年）七月革爵為庶人[28]